# Cyclopropeen
Cyclopropeen is een organische verbinding met als brutoformule C3H4. De stof is het eenvoudigste cycloalkeen en neemt een driehoekige structuur aan. Omdat de ring een zeer hoge ringspanning vertoont is de verbinding lastig te bereiden, maar interessant om te bestuderen.

## Synthese
De eerste bevestigde synthese van cyclopropeen is uitgevoerd door Demyanov en Doyarenko, waarbij de thermische ontleding van trimethylcyclopropylammoniumhydroxide over geplatineerde klei bij 320-330 °C werd uitgevoerd in een koolstofdioxide-atmosfeer. Deze reactie leidt voornamelijk tot trimethylamine en dimethylcyclopropylamine, samen met ongeveer 5% cyclopropeen.
Cyclopropeen kan ook in ongeveer 1% opbrengst verkregen worden uit de thermolyse van het adduct van cycloheptatrieen en dimethylacetyleendicarboxylaat (het andere reactieproduct is benzeen).

### Synthese uitgaande van allylchloride
Allylchloride dehydrohalogeneert onder invloed van natriumamide als base bij 80 °C, waarbij cyclopropeen met een opbrengst van ongeveer 10% gevormd wordt:
{\displaystyle {\ce {H2C=CHCH2Cl + NaNH2 -> C3H4 + NaCl + NH3}}}
Het voornaamste bijproduct van deze synthese is allylamine. Het toevoegen van allylchloride aan natriumbis(trimethylsilyl)amide in kokende tolueen geeft ongeveer 40% opbrengst aan cyclopropeen en bovendien is de zuiverheidsgraad groter:
{\displaystyle {\ce {H2C=CHCH2Cl + NaN(TMS)2 -> C3H4 + NaCl + NH(TMS)2}}}

## Eigenschappen en reacties
De bestudering van cyclopropeen en diens derivaten concentreert zich vooral op de consequenties van de ringspanning in de molecule en het opheffen van deze spanning. Bij 425 °C isomeriseert cyclopropeen tot propyn:
{\displaystyle {\ce {C3H4 <=> HC#CCH3}}}
Pogingen tot destillatie bij −36 °C (het berekende kookpunt voor cyclopropeen) resulteert in een polymerisatie. Van het mechanisme van deze polymerisatie wordt vermoed dat het radicalair verloopt. Het product lijkt, gebaseerd op NMR-spectra, een polycyclopropaan.
Cyclopropeen reageert als diënofiel in de diels-alderreactie met cyclopentadieen: hierbij wordt endo-tricyclo[3.2.1.02,4]oct-6-een wordt gevormd. Deze reactie wordt vaak als controle gebruikt in de synthese van cyclopropenen: